# Chrysler Sebring
Chrysler Sebring — среднеразмерный автомобиль, выпускавшийся отделением Chrysler американской компании Chrysler в 1995—2010 годах. Данная модель насчитывает три поколения кабриолетов, три поколения седанов и три поколения купе. Несмотря на то, что дизайн купе обладал одними и теми же отличительными чертами модели Sebring, механика автомобиля не имела с ней никакой связи.
Линия Sebring стартовала в 1995 году как купе Chrysler Sebring, заменив тем самым купе Chrysler LeBaron. Кроме того, в 1996 году был введён кабриолет вместо его аналога из линии LeBaron. В 2001 году был проведён рестайлинг обоих типов кузова и введена версия седана, которая заменила модели Chrysler Cirrus и Plymouth Breeze. Производство купе было прекращено начиная с 2005 года.
Рестайлинг седана был представлен в 2007 году, а новая версия кабриолета в 2008 году. Это поколение было дополнено полным приводом для седана и жёсткой складной крышей для кабриолета (наряду с мягкой крышей). Все варианты Sebring были заменены линейкой Chrysler 200 в 2011 году.